# Kōji Itō
Pour les articles homonymes, voir Ito.
Kōji Itō (伊東 浩司, Itō Kōji, né le 29 janvier 1970 à Kōbe) est un athlète japonais, spécialiste du sprint.

## Carrière
Le 13 décembre 1998, à Bangkok, il réalise 10 s 00 au 100 mètres en remportant la finale des Jeux asiatiques, ne devenant alors que le second athlète non noir de l'histoire à réaliser une telle performance, après le Polonais Marian Woronin en 1984. Avec cet exploit, il est resté détenteur du record d'Asie de la discipline jusqu'en 2007. Il détient le record du Japon jusqu'au 9 septembre 2017, date où Yoshihide Kiryū réalise 9 s 98.
Le 5 mars 1999, à Maebashi lors des championnats du monde d'athlétisme en salle, il réalise un temps de 20 s 63 au 200 mètres en salle, ce qui reste à ce jour le record d'Asie de la discipline en salle.

### Palmarès
| Date | Compétition                    | Lieu         | Résultat | Épreuve    | Performance   |
| ---- | ------------------------------ | ------------ | -------- | ---------- | ------------- |
| 1991 | Championnats d'Asie            | Kuala Lumpur | 3e       | 400 mètres | 46 s 64       |
| 1993 | Jeux de l'Asie de l'Est        | Shanghai     | 3e       | 200 mètres | 21 s 19       |
| 1993 | Championnats d'Asie            | Manille      | 3e       | 400 mètres | 46 s 63       |
| 1993 | Championnats d'Asie            | Manille      | 1er      | 4 × 400 m  | 3 min 09 s 03 |
| 1994 | Jeux asiatiques                | Hiroshima    | 3e       | 200 mètres | 20 s 70       |
| 1994 | Jeux asiatiques                | Hiroshima    | 1er      | 4 × 100 m  | 39 s 37       |
| 1995 | Championnats du monde          | Stockholm    | 5e       | 4 × 100 m  | 39 s 33       |
| 1996 | Jeux olympiques d'été          | Atlanta      | 5e       | 4 × 400 m  | 3 min 00 s 76 |
| 1997 | Jeux de l'Asie de l'Est        | Busan        | 1er      | 200 mètres | 20 s 98       |
| 1998 | Coupe du monde des nations     | Johannesburg | 4e       | 200 mètres | 20 s 40       |
| 1998 | Championnats d'Asie            | Fukuoka      | 1er      | 200 mètres | 20 s 70       |
| 1998 | Championnats d'Asie            | Fukuoka      | 1er      | 4 × 400 m  | 3 min 02 s 61 |
| 1998 | Jeux asiatiques                | Bangkok      | 1er      | 100 mètres | 10 s 05       |
| 1998 | Jeux asiatiques                | Bangkok      | 1er      | 200 mètres | 20 s 25       |
| 1998 | Jeux asiatiques                | Bangkok      | 1er      | 4 × 100 m  | 38 s 91       |
| 1999 | Championnats du monde en salle | Maebashi     | 5e       | 200 mètres | 20 s 95       |
| 2000 | Jeux olympiques d'été          | Sydney       | 6e       | 4 × 100 m  | 38 s 66       |